# کارلوس سکوناتو
کارلوس سکوناتو (انگلیسی: Carlos Cecconato; ۲۷ ژانویهٔ ۱۹۳۰ – ۱۲ دسامبر ۲۰۱۸) بازیکن فوتبال اهل آرژانتین بود.
از باشگاه‌هایی که در آن بازی کرده‌است می‌توان به باشگاه فوتبال ال پورونیر و باشگاه اتلتیکو ایندپندینته اشاره کرد.
وی همچنین در تیم ملی فوتبال آرژانتین بازی کرده‌است.